# Yeşilada, Kabadüz
Yeşilada là một xã thuộc huyện Kabadüz, tỉnh Ordu, Thổ Nhĩ Kỳ. Dân số thời điểm năm 2010 là 213 người.